# Матеріальні блага
Матеріальні блага — категорія економічної теорії. Благами називаються засоби, придатні для задоволення людських потреб. Матеріальні блага, які людина використовує в процесі своєї життєдіяльності.
Наприклад продукти харчування, одяг, житло, меблі і т. д.